# Rosa buschiana
Rosa buschiana — вид рослин з родини розових (Rosaceae); поширений в Азербайджані, Грузії й на Північному Кавказі.

## Поширення
Поширений в Азербайджані, Грузії, на Північному Кавказі (Росія).